# Night of the Hunter
Night of the Hunter è un singolo del gruppo musicale statunitense Thirty Seconds to Mars pubblicato il 17 maggio 2011 come quinto estratto dal terzo album in studio This Is War.

## Descrizione
Il frontman Jared Leto ha affermato che il trio stava tentando di far collidere «il suono intimo, minimale contro la grandiosità e l'eccesso». La canzone contiene sia la voce tenue di una ragazza francese che conta «Une, deux, trois... cinq», che la voce di Leto su una base tetra.
Il testo della canzone è scritto da Jared Leto, registrata da lui (voce e chitarra), Tomo Miličević (basso) e Shannon Leto (batteria). In un'intervista di MTV News, Jared dice che fu l'infanzia passata in Louisiana con il fratello Shannon a ispirarlo per il brano.
Il 18 settembre 2012 è stato pubblicato per il download digitale una versione remixata da Shannon Leto.

## Tracce
CD promozionale (Europa)
1. Night of the Hunter (Radio Edit) – 4:18
2. Night of the Hunter (Album Version) – 5:41

Download digitale
1. Night of the Hunter (Shannon Leto Remix) – 4:09

## Classifiche
| Classifica (2011)  | Posizione massima |
| ------------------ | ----------------- |
| Portogallo         | 90                |
| Stati Uniti (rock) | 50                |